# فرودگاه بین‌المللی فو کووک
 فرودگاه بین‌المللی فو کووک (به انگلیسی: Phu Quoc International Airport) (به زبان بومی: Sân bay quốc tế Phú Quôc) یک فرودگاه همگانی با کد یاتا unknown است که یک باند فرود آسفالت دارد و طول باند آن ۳۰۰۰ متر است. این فرودگاه در کشور ویتنام قرار دارد و در ارتفاع ۷ متری از سطح دریا واقع شده است.

## شرکت‌های هواپیمایی و مقصدهای پروازی
| شرکت‌های هواپیمایی        | مقصدهای پروازی                                                                          |
| ------------------------ | --------------------------------------------------------------------------------------- |
| آسیانا ایرلاینز          | چارتر فصلی: اینچئون (آغاز از ۳۰ سپتامبر ۲۰۱۷)                                           |
| بانکوک ایرویز            | سووارنابومی (آغاز از ۲۹ اکتبر ۲۰۱۷)                                                     |
| هواپیمایی جنوبی چین      | بایون گوآنگجو                                                                           |
| Jetstar Pacific Airlines | تان سون نهات، نوا به                                                                    |
| Jetstar Pacific Airlines | چارتر فصلی: ونچو یونگچیانگ، کونمینگ چانگشوی                                             |
| Lucky Air                | کونمینگ چانگشوی                                                                         |
| Thomson Airways          | فصلی: هلسینکی (آغاز از ۱۴ دسامبر ۲۰۱۷)، گاتویک (آغاز از ۱ نوامبر ۲۰۱۷)، استکهلم-آرلاندا |
| ویت‌جت ایر                | کت بای، نوا به، تان سون نهات                                                            |
| ویت‌جت ایر                | چارتر فصلی: چنگدو شوانگلیو، هانگجو ژیاشان، نینگبو لیشه                                  |
| ویتنام ایرلاینز          | کن دو، نوا به، تان سون نهات، راچ گیا، شانگهای پودنگ، سیم ریپ، ونچو یونگچیانگ            |
| ویتنام ایرلاینز          | چارتر: چنگدو شوانگلیو، کونمینگ چانگشوی، اینچئون، سانن شوفانگ                            |